# Carcinops merula
Carcinops merula är en skalbaggsart som beskrevs av Sylvain Auguste de Marseul 1862. Carcinops merula ingår i släktet Carcinops och familjen stumpbaggar. Inga underarter finns listade i Catalogue of Life.